# Dafydd Wigley
Dafydd Wigley (1 d'abril de 1943, Derby, Anglaterra) és un polític del País de Gal·les. Va ser membre del Parlament amb el partit nacionalista gal·lès (Plaid Cymru) per la circumscripció de Caernarfon de 1974 a 2001 i va ser un membre de l'Assemblea Nacional pel País de Gal·les per Caernarfon de 1999 a 2003. Va liderar el Plaid Cymru de 1991 a 2000.